# Carum appuanum
Carum appuanum är en växtart i kumminsläktet (Carum) och familjen flockblommiga växter. Den beskrevs av Domenico Viviani som Selinum appuanum, och fick sitt nu gällande namn av Loreto Grande 1914.
Arten är en perenn ört som förekommer i Italien och på Balkan.

## Underarter
Arten delas in i följande underarter:
- C. a. appuanum
- C. a. bulgaricum
- C. a. palmatum